# Copa de Oro de Occidente 1957
La Copa de Oro de Occidente 1957 fue la cuarta edición del torneo. El campeón fue el Irapuato, tras quedar en primer puesto de la tabla.

## Resultados

### Clasificación
| Equipo      | Pts. | PJ | PG | PE | PP | GF | GC | Dif |
| ----------- | ---- | -- | -- | -- | -- | -- | -- | --- |
| Irapuato    | 13   | 10 | 4  | 5  | 1  | 18 | 13 | 5   |
| Guadalajara | 11   | 10 | 5  | 1  | 4  | 19 | 20 | -1  |
| León        | 11   | 10 | 4  | 3  | 3  | 20 | 19 | 1   |
| Atlas       | 10   | 10 | 4  | 2  | 4  | 16 | 15 | 1   |
| Zamora      | 10   | 10 | 3  | 4  | 3  | 17 | 17 | 0   |
| Oro         | 5    | 10 | 1  | 3  | 6  | 14 | 20 | -6  |

|                      |
| Irapuato 1.er título |